# Olaya (kommun)
Olaya är en kommun i Colombia.   Den ligger i departementet Antioquía, i den nordvästra delen av landet, 290 km nordväst om huvudstaden Bogotá. Antalet invånare är 2 916.